# Systema Mycologicum
Systema Mycologicum é uma classificação sistemática dos fungos elaborada em 1821 e publicado em 1829 pelo micologista e botânico sueco Elias Magnus Fries. Demorou 11 anos para ser concluída.